# Laurier (geslacht)
Laurier (Laurus) is een geslacht van bomen uit de laurierfamilie (Lauraceae). Het geslacht komt van nature voor in het Middellandse Zeegebied en in Macaronesië.

## Naamgeving en etymologie
De botanische naam Laurus is de oorspronkelijke Latijnse benaming voor 'laurier'.

## Kenmerken
Laurierbomen zijn groenblijvende struiken of kleine bomen die tot 20 m hoog worden. De bladeren zijn ongedeeld, ovaal tot lancetvormig, gaafrandig, glanzend en leerachtig aanvoelend. Ze zijn tweehuizig (dioecious), de vrouwelijke en mannelijke bloemen vormen zich op verschillende planten. De bloemen zijn klein, groenachtig wit en sterk geurend, en groeien in kleine trossen in de bladoksels. De mannelijke bloemen dragen talrijke meeldraden. Enkel de vrouwelijke bloemen ontwikkelen vruchten. 
De vruchten zijn eivormige bessen, die aanvankelijk groen en bij rijpheid zwart worden. De zaden worden vooral verspreid door duiven.

## Habitat en verspreiding
Laurierbomen zijn voornamelijk te vinden op humusrijke bodems in subtropische bossen met een hoge relative luchtvochtigheid, zoals in de laurierbossen of laurisilva.  
Ze komen van nature nog slechts plaatselijk voor in het ganse Middellandse Zeegebied van Spanje tot Turkije en in Macaronesië (de Canarische Eilanden, Madeira en de Azoren). Uit fossielen van voor de Pleistoceen-ijstijden, toen het klimaat milder en vochtiger was dan nu, blijkt dat laurierbomen toen veel algemener waren en hun verspreidingsgebied tot in Noord-Afrika reikte. 

## Taxonomie en fylogenie
Laurus was van oudsher een groot geslacht, waarvan de meeste soorten op twee na nu in andere geslachten zijn opgenomen. 
In 2002 werd, op basis van genetische, morfologische en fysiologische verschillen, van één soort, Laurus azorica, de populaties van Madeira en de Canarische Eilanden afgesplitst in een nieuwe soort, Laurus novocanariensis. 

### Soorten
- Laurus azorica (Seub.) Franco
- Laurus nobilis L. (1753) (Gewone laurier)
- Laurus novocanariensis Rivas Mart., Lousâ, Fern.Prieto, E.Días, J.C.Costa & C.Aguiar (2002)

L. azorica · L. nobilis (Gewone laurier) · L. novocanariensis
... · 
Apollonias · 
Beilschmiedia · 
Cinnamomum · 
Laurus · 
Ocotea · 
Persea · 
Ravensara · 
Sassafras · 
...